# Mount Pleasant Mills
Mount Pleasant Mills és una concentració de població designada pel cens dels Estats Units a l'estat de Pennsilvània. Segons el cens del 2000 tenia 342 habitants.

## Demografia
Segons el cens del 2000, Mount Pleasant Mills tenia 342 habitants, 141 habitatges, i 93 famílies. La densitat de població era de 87,4 habitants/km².
Dels 141 habitatges en un 29,8% hi vivien nens de menys de 18 anys, en un 58,2% hi vivien parelles casades, en un 3,5% dones solteres, i en un 34% no eren unitats familiars. En el 29,8% dels habitatges hi vivien persones soles el 14,9% de les quals corresponia a persones de 65 anys o més que vivien soles. El nombre mitjà de persones vivint en cada habitatge era de 2,43 i el nombre mitjà de persones que vivien en cada família era de 3,03.
Per edats la població es repartia de la següent manera: un 25,7% tenia menys de 18 anys, un 8,8% entre 18 i 24, un 26,3% entre 25 i 44, un 24% de 45 a 60 i un 15,2% 65 anys o més.
L'edat mediana era de 37 anys. Per cada 100 dones de 18 o més anys hi havia 92,4 homes.
La renda mediana per habitatge era de 32.500 $ i la renda mediana per família de 36.250 $. Els homes tenien una renda mediana de 30.694 $ mentre que les dones 22.500 $. La renda per capita de la població era de 15.180 $. Entorn del 8,7% de les famílies i el 13,3% de la població estaven per davall del llindar de pobresa.

## Poblacions més properes
El següent diagrama mostra les poblacions més properes.